# Мусач
Мусач или Мусуч (на турски: Musulca) е село в Източна Тракия, Турция, околия Хавса, вилает Одрин.

## География
Селото се намира източно от Одрин.

## История
В XIX век Мусач е българско село в Хавсенска кааза на Одринския вилает на Османската империя. Според „Етнография на вилаетите Адрианопол, Монастир и Салоника“, издадена в Константинопол в 1878 година и отразяваща статистиката на населението от 1873 година, Мусулджа (Moussoldja) има 40 домакинства и 194 българи.
Според статистиката на професор Любомир Милетич в 1912 година в селото живеят 25 български екзархийски семейства със 120 души.
Българското население на Мусач се изселва след Междусъюзническата война в 1913 година.

## Личности
Родени в Мусач
- Тодор Янев (1878 - ?), участник в Илинденско-Преображенското въстание в Одринско с четата на Кръстьо Българията[3]